# Who You Selling For
Who You Selling For es el tercer álbum de estudio de la banda estadounidense de rock The Pretty Reckless. Fue lanzado en 21 de octubre de 2016 por Razor & Tie en Estados Unidos.

## Lista de canciones
Todas las canciones escritas y compuestas por Taylor Momsen and Ben Phillips. All tracks produced by Kato Khandwala. 
| N.º | Título                                  | Duración |  |
| 1.  | «The Walls Are Closing In/Hangman»      | 6:36     |  |
| 2.  | «Oh My God»                             | 3:25     |  |
| 3.  | «Take Me Down»                          | 4:13     |  |
| 4.  | «Prisoner»                              | 3:00     |  |
| 5.  | «Wild City»                             | 4:48     |  |
| 6.  | «Back to the River» (con Warren Haynes) | 5:07     |  |
| 7.  | «Who You Selling For»                   | 2:47     |  |
| 8.  | «Bedroom Window»                        | 2:04     |  |
| 9.  | «Living in the Storm»                   | 5:01     |  |
| 10. | «Already Dead»                          | 4:16     |  |
| 11. | «The Devil's Back»                      | 7:06     |  |
| 12. | «Mad Love»                              | 3:23     |  |

| Bonus Track Edición Japonesa |                                   |              |          |  |
| N.º                          | Título                            | Escritor(es) | Duración |  |
| 13.                          | «The Devil's Back» (versión demo) |              | 7:09     |  |

## Ventas
Who You Selling For debutó en la posición 13 en los US Billboard 200 con 19,580 copias vendidas. El álbum debutó en la posición número 23 en los UK Albums Chart, vendiendo 4,157 copias en su primera semana.

## Personal
Créditos adaptados de las notas de Who You Selling For:
| - Andy Burton – teclados, órgano, piano - Tommy Byrnes – guitarra (canción 6) - Jay Colangelo – batería - Jenny Douglas-Foote – voz secundaria (canciones 3, 5) - Demon Drums – batería - JD Findley – guitarra - Josh Gomersall – asistente de grabación - Warren Haynes – guitarra líder (canción 6) - Noel Herbolario – asistente de grabación | - Ted Jensen – remasterización - Sean "Gingineer" Kelly – ingeniería de sonido - Kato Khandwala – remezcla, producción, grabación - Adam Larson – dirección artística - Christian Pelaez – asistente de grabación - Janice Pendarvis – voz secundaria (canciones 3, 5) - Sophia Ramos – voz secundaria (canciones 3, 5) - Ryan Smith – corte de vinilo |

## Posición en las listas
| Lista (2016)                            | Posición |
| --------------------------------------- | -------- |
| Australia (ARIA)                        | 33       |
| Austria (Ö3 Austria)                    | 42       |
| Bélgica (Ultratop flamenca)             | 192      |
| Bélgica (Ultratop valona)               | 133      |
| Canadá (Billboard Canadian Albums)      | 12       |
| Francia (SNEP)                          | 90       |
| Alemania (Media Control Charts)         | 38       |
| Italia (FIMI)                           | 96       |
| Japanese Albums (Oricon)                | 162      |
| Nueva Zelanda (Recorded Music NZ)       | 24       |
| Suiza (Schweizer Hitparade)             | 45       |
| Reino Unido (UK Albums Chart)           | 23       |
| Reino Unido (UK Rock & Metal Albums)    | 2        |
| Estados Unidos (Billboard 200)          | 13       |
| Estados Unidos (Top Alternative Albums) | 2        |
| Estados Unidos (Top Hard Rock Albums)   | 3        |
| Estados Unidos (Top Rock Albums)        | 4        |

| Chart (2016)                        | Position |
| ----------------------------------- | -------- |
| US Top Hard Rock Albums (Billboard) | 38       |